# Josef Gasser (skulptör)
Josef (eller Joseph) Gasser, född 22 november 1816, död 28 oktober 1900, var en österrikisk bildhuggare. Han var bror till Hans Gasser.
Gasser skapade kyrkliga skulpturer och utförde statyer bland annat för Stefansdomen i Wien och för Votivkyrkans huvudgavel. Hans för denna kyrka avsedda figurrika högaltare uppsattes senare i Augustinkyrkan. Av Gasser är även Kungastatyerna i Wiens arsenal och De fria konsterna i Wiens opera. Han adlades 1878 med namnet Ritter von Valhorn.